# Парк-роу (Мангеттен)
Парк-Роу (англ. Park Row) — вулиця, розташована в районах Файненшл-дистрикт, Цивік-центр і Чайна-таун боро Нью-Йорка на Мангеттені. Вулиця тягнеться зі сходу на захід, іноді її називають північ-південь, оскільки західний кінець ближче до фінансового району. На північному кінці Парк-Роу знаходиться місце злиття Бауері, Іст-Бродвею, Сент-Джеймс Плейс, Олівер-стріт, Мотт-стріт і Ворт-стріт на Чатем-сквер. На південному кінці вулиці перетинаються Бродвей, Візі-стріт, Барклай-стріт і Енн-стріт. Перехрестя включає розворот автобуса, позначений як Millennium Park.
Парк-роу колись був відомий як Чатем-стріт. У 1886 році його перейменували на Парк-Роу, посилаючись на той факт, що він виходить на Сіті-Холл-парк, колишній район Нью-Йорка.

## Історія

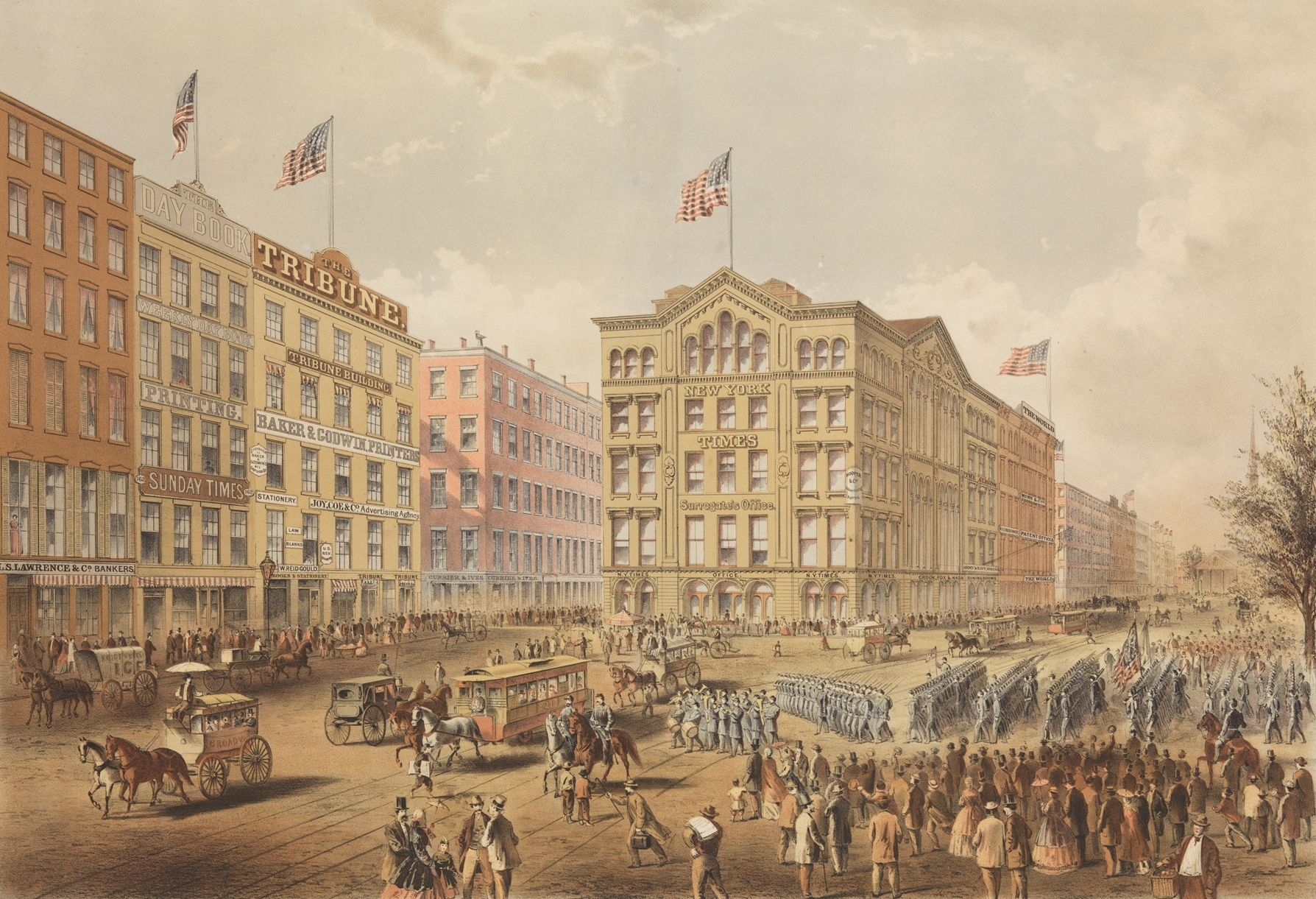
Друкарська площа (Printing House Square) 1866 рік

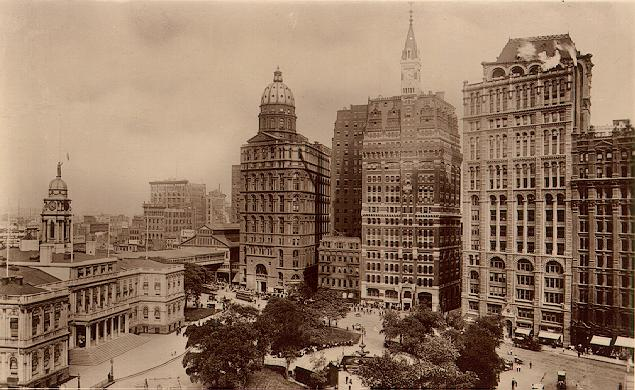
Парк-Роу, так званий «Газетний ряд», після 1905 року. Будівлі зліва направо: Ратуша Нью-Йорка. Будівля Нью-Йорк-Уорлд-білдінг (зі сферичним верхом; в даний час це місце розташування однієї з в'їзних рамп Бруклінського мосту). Будівля нью-йоркської газети «Staats-Zeitung» 1873 року, також пізніше знесена. Нью-Йорк-трибюн-білдінг (зараз там знаходиться комплекс Pace Plaza університету Пейс) Нью-Йорк Таймс-білдинг.

Наприкінці 18 століття колишня східна поштова дорога стала найважливішою дорогою, що з'єднує Нью-Йорк з Олбані та Новою Англією на півночі. Ця ділянка дороги, яка стала Парк-Роу, називалася Чатем-стріт, назва, яка неодноразово входила в історію міста.
Наприкінці 19-го століття Парк-Роу отримав прізвисько Ньюзпейпер-Роу (укр. Газетний ряд), оскільки більшість газет Нью-Йорка розташовувалися на вулиці поблизу мерії. Серед ранніх газет у цьому районі була «The New York Times», яка у 1857 році стала першою нью-йоркською газетою, розміщеною в будівлі, побудованій спеціально для її використання. Частина південної ділянки вулиці, центром якої було перехрестя зі Спріс-стріт, називалася Друкарською площею. Газети, розміщені на Газетному ряду, разом друкували понад 250 000 примірників на день на піку свого розвитку, завдяки чому цей район можна вважати «видатним прес-центром Америки». Інші колишні типографії газет, такі як «New York Herald» і «The Sun», були поблизу Газетного ряду, але насправді не розміщені на самому Парк-Роу.